# 福岡県道724号船小屋停車場線
福岡県道724号船小屋停車場線（ふくおかけんどう724ごう ふなごやていしゃじょうせん）は、福岡県筑後市を通る一般県道である。

## 概要
筑後市大字津島から筑後市大字尾島に至る。かつてはJR九州鹿児島本線 船小屋駅と国道を結ぶ停車場線の役割を果たしていたが、2011年（平成23年）にJR九州九州新幹線 筑後船小屋駅が開業し、それと共に旧・船小屋駅の廃止（南への移動）に伴い、停車場線としての役割は無くしつつあったが、2021年（令和3年）3月30日、道路区域の変更により経路が変更された。

### 路線データ
- 起点：福岡県筑後市大字津島（筑後船小屋駅前交差点、福岡県道96号八女瀬高線上、福岡県道721号船小屋停車場水田線起点）
- 終点：福岡県筑後市大字尾島（福岡県道96号八女瀬高線上）
- 総延長：899 m[1]

## 歴史
- 1959年（昭和34年）4月1日 - 福岡県告示第232号により、県道船小屋停車場線として路線認定される（当時の整理番号は115）[2]。
- 2021年（令和3年）3月30日 - 福岡県告示第414号により、経路が変更され、旧船小屋駅前 - 筑後広域公園付近の経路を筑後船小屋駅前 - 筑後市大字尾島の経路に変更し、全線で福岡県道96号八女瀬高線の重複となった[1]。

## 路線状況

### 重複区間
- 福岡県道721号船小屋停車場水田線（筑後市大字津島・筑後船小屋駅前交差点（起点） - 筑後市大字津島、369 m[1]）
- 福岡県道96号八女瀬高線（筑後市大字津島・筑後船小屋駅前交差点 - 筑後市大字尾島（全線、899 m[1]））

## 地理

### 通過する自治体
- 筑後市

### 交差する道路
| 交差する道路                                                                     | 交差する場所 | 交差する場所                |
| -------------------------------------------------------------------------------- | ------------ | --------------------------- |
| 福岡県道96号八女瀬高線 重複区間起点 福岡県道721号船小屋停車場水田線 重複区間起点 | 大字津島     | 筑後船小屋駅前交差点 / 起点 |
| 福岡県道721号船小屋停車場水田線 重複区間終点                                     | 大字津島     |                             |
| 福岡県道96号八女瀬高線 重複区間終点 福岡県道703号柳川筑後線 / バイパス           | 大字尾島     | 終点                        |

### 沿線
- JR九州鹿児島本線・九州新幹線 筑後船小屋駅
- 筑後市立水洗小学校